# Горешовский, Йозеф
Йозеф Горешовский (чеш. Josef Horešovský; 18 июля 1946, Жилина (район Кладно), Чехословакия) — чехословацкий хоккеист, защитник. Чемпион мира 1972 года, серебряный призёр Олимпийских игр 1968 года, бронзовый призёр Олимпийских игр 1972 года.

## Биография
Начал свою хоккейную карьеру в чемпионате Чехословакии, в клубе «Кладно». Играл за пражскую «Спарту», йиглавскую «Дуклу» и «Ческе-Будеёвице». В составе «Дуклы» выиграл два чемпионата Чехословакии. Из-за проблем со спиной и тазобедренными суставами завершил карьеру в 1978 году в возрасте 32 лет.
С 1967 по 1974 год играл за сборную Чехословакии. В 1972 году завоевал золотую медаль домашнего чемпионата мира. Также был серебряным и бронзовым призёром Олимпийских игр. 12 февраля 1968 года на Олимпийских играх в Гренобле забросил четыре шайбы в игре со сборной ГДР. Матч закончился со счётом 10:4 в пользу чехословацкой сборной, это были первые шайбы Горешовски в играх за сборную.
После завершения карьеры стал тренером. Тренировал команды «Пльзень», «Ческе-Будеёвице», «Гренобль», «Спарта», «Усти-над-Лабем», «Млада Болеслав» и «Тршебич». Со «Спартой» дважды становился чемпионом Чехословакии (в 1990 году в качестве главного тренера и в 1993-м будучи ассистентом тренера)

## Достижения

### Командные
- Чемпион мира 1972
- Серебряный призёр Олимпийских игр 1968
- Серебряный призёр чемпионата мира 1968 и 1971
- Бронзовый призёр Олимпийских игр 1972
- Бронзовый призёр чемпионата мира 1969, 1970 и 1973
- Чемпион Чехословакии 1970 и 1971
- Серебряный призёр чемпионата Чехословакии 1967 и 1974
- Бронзовый призёр чемпионата Чехословакии 1968

### Личные
- Лучший защитник Олимпийских игр и чемпионата мира 1968
- Член зала славы чешского хоккея (с 06.05.2010 г.)

### Тренерские
- Чемпион Чехословакии 1990 (главный тренер) и 1993 (ассистент)
- Серебряный призёр чемпионата Чехословакии 1988 (ассистент)
- Бронзовый призёр чемпионата Чехословакии 1987 (ассистент)
- Бронзовый призёр чемпионата Чехии 1996 (главный тренер)

## Статистика
- Чемпионат Чехословакии — 518 игр, 83 шайбы
- Сборная Чехословакии — 152 игры, 23 шайбы
- Всего за карьеру — 670 игр, 106 шайб